# Ultra-Drive
Ultra-Drive (UD) – system wspomagania redukcji biegów stosowany przez Campagnolo. Odnosi się do zębatek kaset i mechanizmów korbowych oraz łańcuchów, a także bębenków piast tylnych.
Ultra-Drive został wprowadzony w 2000 roku wraz z przejściem na 10-rzędowe napędy i zastąpił starszy system EXA-Drive. Campagnolo skorzystało z wygaśnięcia patentu HyperGlide firmy Shimano.
Zęby koronek UD charakteryzują się specjalnymi profilami i nacięciami. Takie kształty zębów nie tylko ułatwiają pojedynczą redukcję biegu, ale odpowiednia synchronizacja zębatek zapewnia również płynne zmiany wielu przełożeń naraz. Nacięcia UD są głębsze niż w EXA-Drive, by mogły wciągać łańcuch za blaszki zewnętrzne, a nie tylko za sworznie. Wielowypust i sposób mocowania jest taki sam, jak w przypadku 9-rzędowych kaset EXA-Drive.